# Embalse de Sobrón
El embalse de Sobrón está ubicado junto al pueblo alavés de Sobrón, exactamente en el desfiladero creado por el río Ebro que hace de límite provincial entre el País Vasco y la provincia de Burgos, comunidad autónoma de Castilla y León, España. La orilla alavesa corresponde al municipio de Valdegovía y la burgalesa al municipio de Bozoó, ambos en el entorno cercano a la ciudad de Miranda de Ebro, y al valle de Tobalina
El embalse se halla en un entorno montañoso entre los montes Obarenes y la Sierra de Árcena de gran belleza paisajística y forestal.
Junto al embalse se halla una zona de hoteles, y anteriormente un balneario, que hasta la década de los 80 del siglo XX suponían un importante área de baños y esparcimiento durante el verano. Hoy en día todavía existe algún hotel, piscina, zona de baños y zona de ocio deportivo, pero sin apenas visitas.
Las aguas del embalse de Sobrón alimentan a la Central Hidroeléctrica de Sobrón con una potencia instalada de 28 megavatios, propiedad de Iberdrola, y también proporciona el agua necesaria para la refrigeración de la Central nuclear Santa María de Garoña